# کایتانه
کایتانه (به لهستانی:  Kajetany) یک روستا در لهستان است که در گمینا ناداژن واقع شده‌است.